# Xuani
Xuani (en rus: Шуани) és un poble de la república de Txetxènia, a Rússia, segons el cens del 2022 tenia 2.925 habitants.